# Dießen am Ammersee

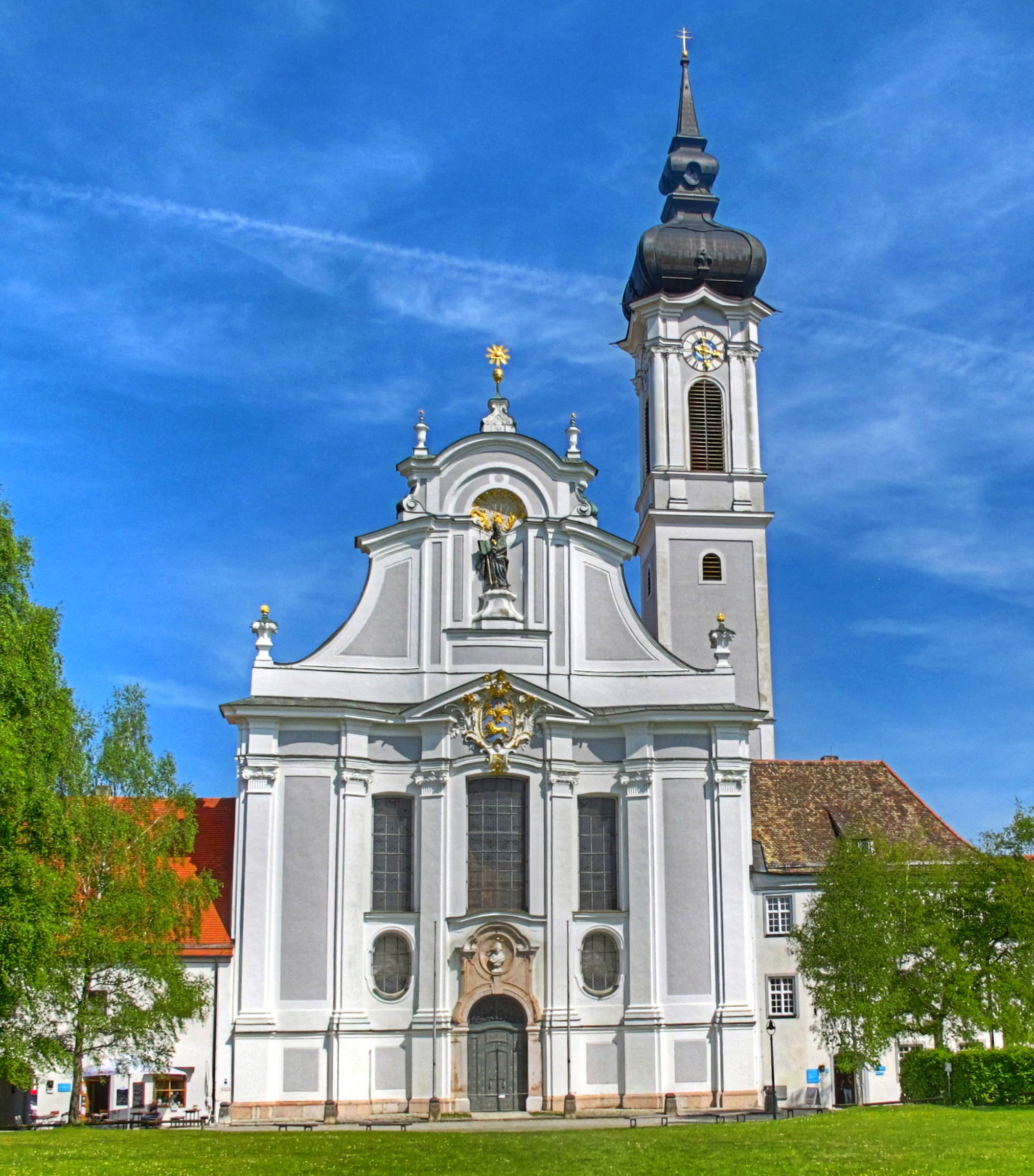
Marienmünster in Dießen

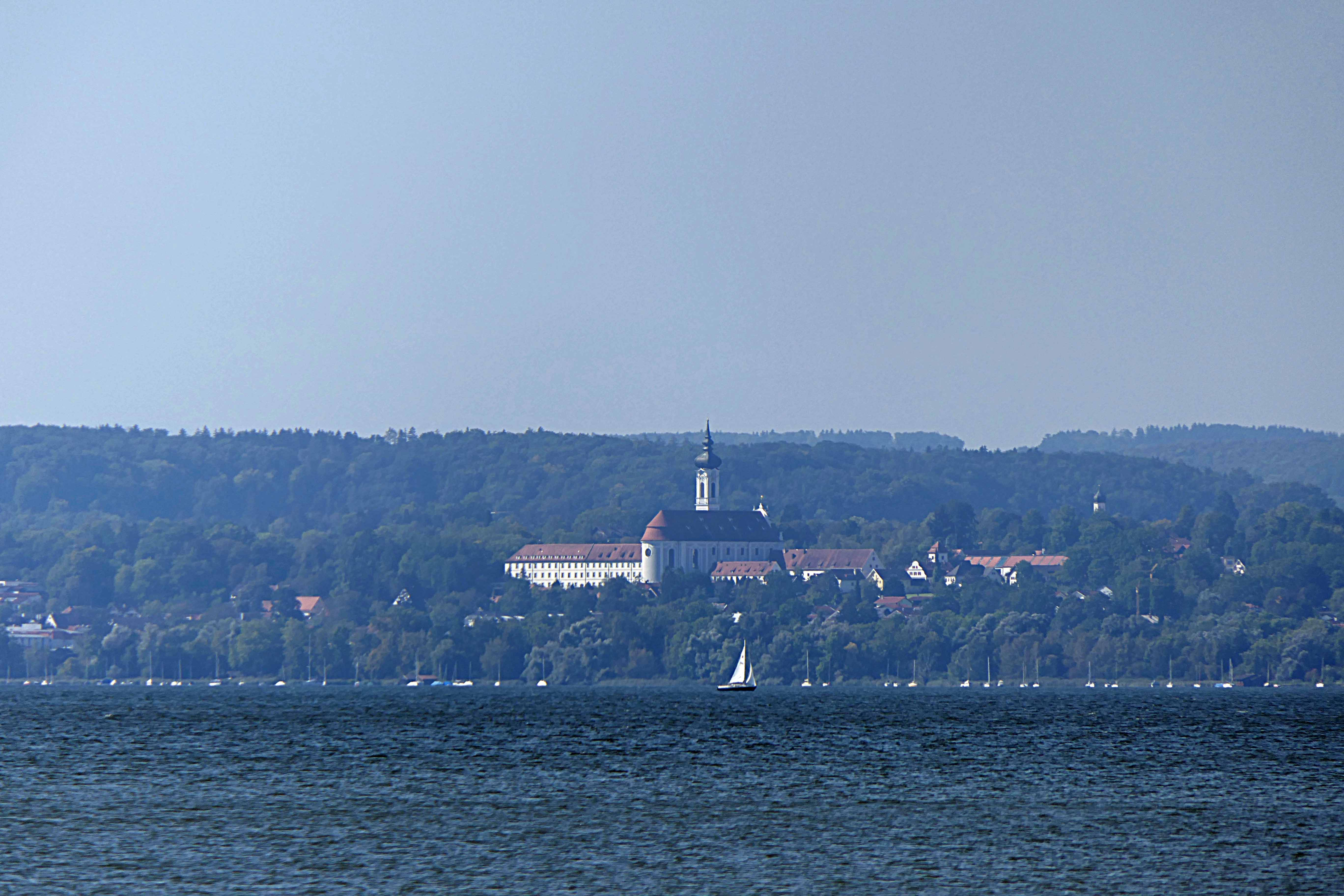
Dießen am Ammersee

Dießen am Ammersee (bis 1954 Dießen) ist ein Markt im oberbayerischen Landkreis Landsberg am Lech am südwestlichen Ufer des Ammersees. Zur Unterscheidung von anderen Orten gleichen Namens bezeichnete man den Ort früher als Bayerdießen.

## Geografie

### Lage
Die Gemeinde liegt im bayerischen Voralpenland, etwa 40 Kilometer südwestlich von München.
Der Ort zieht sich vom Ammersee das Hochufer hinauf bis zum ehemaligen Augustiner-Chorherrenstift. Dort grenzt gegen Westen das Dorf St. Georgen an. Einige Kilometer weiter im hügeligen Hinterland liegen die ehemaligen Gemeinden und heutigen Gemeindeteile Dettenschwang, Dettenhofen und Obermühlhausen. In unmittelbarer Nähe des Ammersees finden sich dagegen die Dörfer und Weiler der ehemaligen Gemeinde Rieden, darunter Riederau, Bierdorf und St. Alban. Der niedrigste Punkt der Gemeinde befindet sich auf 533 m Höhe am Ammersee, der höchste mit 719 m bei Schellschwang im Forst Bayerdießen.

### Gemeindegliederung
Es gibt 25 Gemeindeteile auf sieben Gemarkungen.
- Gemarkung Bayerdießen
- Gemarkung Dettenhofen: das Kirchdorf Dettenhofen, das Dorf Pitzeshofen, die Staatsgüter Engenried und Hübschenried, die Einöde Ummenhausen
- Gemarkung Dettenschwang: das Pfarrdorf Dettenschwang, die Weiler Oberhausen, Unterhausen und Wolfgrub, die Einöde Abtsried
- Gemarkung Dießen a.Ammersee; Gemarkungsteil 1: Teile des Hauptorts Dießen am Ammersee
- Gemarkung Obermühlhausen: das Kirchdorf Obermühlhausen, die Weiler Oberbeuern, Unterbeuern und Schlöglhof
- Gemarkung Rieden a.Ammersee: das Pfarrdorf Riederau, die Dörfer Bierdorf und Lachen, die Weiler Rieden am Ammersee, Sankt Alban, das Staatsgut Romenthal.
- Gemarkung Sankt Georgen: Teile des Hauptorts Dießen am Ammersee (St. Georgen), das Dorf Wengen, die Weiler Bischofsried, Ziegelstadl und Seehof.

### Nachbargemeinden
Die Gemeinde grenzt von Norden im Uhrzeigersinn an die Gemeinde Utting am Ammersee und das gemeindefreie Gebiet Ammersee im Landkreis Landsberg am Lech, folgend an die Gemeinden Pähl, Raisting und Wessobrunn im Landkreis Weilheim-Schongau, daraufhin an die Gemeinden Rott, Reichling, Vilgertshofen, Thaining, Hofstetten und Finning, wiederum alle im Landkreis Landsberg am Lech.
- Die Entfernungsangaben beschreiben die Luftlinie zum Ortsmittelpunkt des Nachbarorts und sind auf ganze Kilometer gerundet.

| Landsberg am Lech (20 km) | Utting (8 km)                               | Herrsching (8 km) |
| Germaringen (34 km)       | Kompassrose, die auf Nachbargemeinden zeigt | Andechs (7 km)    |
| Wessobrunn (10 km)        | Raisting (>5 km)                            | Pähl (7 km)       |

## Geschichte
Schon im 3. Jahrhundert führte die wichtige römische Fernstraße Via Raetia von Augsburg über den Brennerpass nach Oberitalien durch den Vorläuferort von Dießen.
Ein erstes Kloster entstand vermutlich bereits 815 durch Rathard im Gemeindeteil St. Georgen, diese Angaben sind jedoch sehr legendenhaft. Planmäßig angelegt worden dürfte der Markt im 11. Jahrhundert durch Graf Arnold von Dießen östlich der alten Römerstraße und des im Bereich des heutigen Klosters befindlichen Gutshofes aus karolingischer Zeit.
Erstmals urkundlich erwähnt wird Dießen erst 1039 als Diezen, der Ortsname stammt von der althochdeutschen Bezeichnung für einen Wasserfall. Der namensgebende Wasserfall befindet sich am heutigen Tiefenbach südlich des Klosters. Im Jahr 1050 wird ein Graf Razo de Diezen erwähnt. Zwischen dem 11. und der Mitte des 12. Jahrhunderts besaßen die Grafen von Dießen (später die Linien Andechs und Wolfratshausen) südlich des heutigen Ortes mit der Sconenburg ihre Stammburg. Zwischen 1121 und 1127 wurde von ihnen das Augustinerchorherrenstift Dießen als Hauskloster gegründet, da man zunehmend in den um 1100 neu erbauten Burgen Andechs und Wolfratshausen residierte. Im Jahr 1157 überließ die gräfliche Familie dem Stift den Ort Dießen, stand aber als Vögte weiterhin in enger Verbindung mit Stift und Ort. Dieser wurde 1231 „civitas“ (Stadt) genannt, verlor seine Rechte aber bald an das Kloster.
Mit dem Aussterben der Grafen von Andechs 1248 übernahmen die Wittelsbacher die Vogtei über das Stift. Trotz des starken Bedeutungsverlustes für Dießen, erscheint der Ort bereits 1151 als Marckth Diezzen.
Im Zuge des Krieges zwischen Ludwig dem Bayern und Friedrich dem Schönen wurde Dießen 1318 und 1320 von den Truppen Herzog Leopolds niedergebrannt. Die Chronik der Klosterherren spiegelt den Grad der Zerstörung wider, sieben Jahren war es den abgabepflichtigen Bauern und Untertanen nicht möglich ihre Abgaben zu leisten.
Nach den siegreichen Schlachten bei Ampfing und Mühldorf erhob Ludwig den Ort zum Bannmarkt.
Bis zur Säkularisation bestanden so auf dem Gebiet der heutigen Gemeinde zwei voneinander strikt getrennte Rechtsbereiche, der herzogliche bzw. kurfürstliche Bannmarkt Dießen und die Klosterhofmark Dießen-St. Georgen. Die Banngrenze des Marktes verlief dabei entlang des Ferammergrabens, St. Martin in Häderns, der alten Römerstraße, entlang der Bannzeile nach Romenthal.
Der Markt Dießen unterstand dabei einem herzoglichen, später kurfürstlichen Marktrichter, der zugleich See- und seit 1599 auch Forstrichter war. Dieses Marktrichteramt hatte sogar die Blutgerichtsbarkeit inne. Der ehemaligen Galgen befand sich bis etwa 1600 südlich der Kirche St. Johann und ab etwa 1600 diente eine Schwarz-Pappel an der Straße nach Weilheim als Richtstätte, die letzte Hinrichtung fand 1720 statt. Die niedere Gerichtsbarkeit hatte im Markt seit 1326 ein aus Bürgern gebildetes Magistrat inne. Der Klosterrichter wurde durch den jeweiligen Propst des Klosters bestimmt und hatte die volle Gerichtsbarkeit, mit Ausnahme des Blutbanns, inne.
Liste der Markt- und Klosterrichter von 1584 bis 1803:
| Name                                       | Amtszeit  |
| ------------------------------------------ | --------- |
| Wolfgang Nikolaus Liegsalz                 | 1584–1604 |
| Marquart von Welzhoffer                    | 1604–1619 |
| Heinrich Graf Fugger                       | 1619–1630 |
| Nikolaus Engelbert                         | 1630–1640 |
| Christof von Arzet                         | 1640–1644 |
| Bartholomäus Fordermair                    | 1644–1668 |
| Bernhard Barth von Harmating und Pafenbach | 1668–1681 |
| Konrad Zöpf                                | 1681–1686 |
| Wolfgang Westner                           | 1686–1697 |
| Ferdinand Franz von Helmberg in Moosdorf   | 1697–1737 |
| Franz Peter Lorenz von Prielmayr           | 1737–1747 |
| Johann Karl von Delling                    | 1747–1755 |
| Sebastian Josef von Gaißler                | 1755–1765 |
| Johann Ignatius von Kray                   | 1765–1770 |
| Franz Xaver Frey                           | 1770–1803 |

| Name                               | Amtszeit  |
| ---------------------------------- | --------- |
| Wolff Pfendtner                    | –1604     |
| Nikolaus Schmidt                   | 1604–1617 |
| Sigmund Höbel                      | 1617–1630 |
| Nikolaus Walch                     | 1630–1637 |
| David Knoller                      | 1637–1649 |
| Johann Erath                       | 1649–1662 |
| Johann Georg Bartholomäus Höhrmann | 1663–1694 |
| Josef Karl                         | 1694–1716 |
| Adam Rantan                        | 1716      |
| Josef Hirsch                       | 1716–1733 |
| Johann Josef Staudigl              | 1733–1747 |
| Johann Benedikt Millpöck           | 1747–1782 |
| Alois Ignaz Bayrhamer              | 1782–1797 |
| Heinrich Ignaz Sartori             | 1797–1803 |

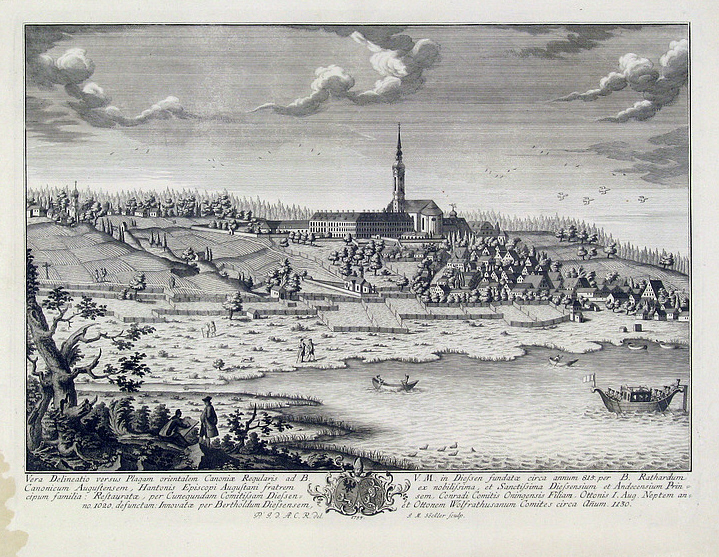
Kupferstich des Marktes und Klosters Dießen, J. M. Söckler 1755

Der Landrichter war weiterhin der Hauptmann des sogenannten Fahndl, einer militärischen Einheit die aus den Bürgern des Marktes gebildet wurde. Jeder zehnte Bürger im Alter zwischen 23 und 32 Jahren wurde ausgehoben und hatte jeden Sonntag an Exerzier- und Schießübungen teilzunehmen. Vor und während des Dreißigjährigen Krieges musste der Markt 15 Landsknechte und 7 Schützen stellen, danach noch 20 Mann, schließlich 1695 noch 15 Mann.
Dießen war 1650 in fünf Grundherrschaften aufgeteilt. Das Kloster Dießen mit 80 Hofstätten vorwiegend im oberen Markt, der Bannmarkt Dießen mit 70 Hofstätten größtenteils in der Fischerei, das Kastenamt Landsberg und damit der bayerische Herzog mit 20 Hofstätten vor allem in der Prinz-Ludwig-Straße, das Kloster Andechs mit 10 Anwesen in der Mühlgasse und schließlich die Kirche St. Georgen mit 5 Anwesen.
Nach der Niederlage in der Schlacht bei Rain drangen schwedische Truppen 1632 auch in Dießen ein. Während sich ein Teil der Bevölkerung auf die Insel Erlaich und die weitläufigen Wälder um Dießen flüchten konnte, kam es dennoch zu zahlreichen Morden an der Bevölkerung. Innerhalb von nur fünf Jahren waren auch durch die Pest über 600 Tote in dem kleinen Markt zu beklagen.
Im Spanischen Erbfolgekrieg wurde Dießen 1703 abermals von österreichischen Truppen geplündert, die Bevölkerung flüchtete sich wieder auf die Insel Erlaich. Bereits 1704 kam es zu weiteren Überfallen durch Husaren, so wurde unter anderem Romenthal niedergebrannt.
In den Jahren 1743 und 1744 kam es abermals zu einer Besetzung durch österreichische Truppen.
Da die meisten Ländereien um Dießen, wie St. Georgen, Wengen, Bischofsried, Engenried, Lachen, St. Alban, Bierdorf, Riederau und Rieden dem Kloster gehörten, entwickelten sich in dem Markt eine starke Handwerkstradition. Seit dem Mittelalter ist eine Hafnerproduktion nachweisbar, im Spätmittelalter befanden sich im Markt Papiermühlen, Gerbereien und Färbereien, Kugel-, Waffen- und Hammerschmieden. Im 18. Jh. entstanden mehrere Zinngießereien und Glasereien. Auch einige Brauereien entstanden im Markt und die Dießener Fischer belieferte sogar den Hof in München.
Die Klosterkirche, das Marienmünster, wurde in den Jahren 1732 bis 1739 durch Johann Michael Fischer neu errichtet. Das Kloster wurde 1803 im Zuge der Säkularisation aufgelöst; Teile der Klosteranlage wurden abgebrochen. Die erhaltenen Gebäude des Klosters erwarben nach dem Ersten Weltkrieg die Barmherzigen Schwestern.
Obwohl das Verhältnis zwischen Markt und Kloster Dießen durch viele Streitigkeiten geprägt war, hatte die Klosteraufhebung von 1803 hauptsächlich negative Folgen für den Ort. Arbeitslosigkeit griff um sich, Brauereien und Handwerksbetriebe mussten aufgegeben werden und durch die Aufhebung der beiden Ortsgerichte setzte auch ein politischer Bedeutungsverlust ein.
1818 entstand mit dem Gemeindeedikt in Bayern die ursprüngliche politische Gemeinde. Zwischen 1862 und 1879 war Dießen kurzzeitig der Sitz eines Landgerichtes, das 18 Gemeinden umfasste.
Mit der Einführung der Dampfschifffahrt 1877 und der Eröffnung der Bahnstrecke 1898 entwickelte sich ein reger Fremdenverkehr in Dießen.
Auch wurde 1888 erstmals ein Krankenhaus erbaut, bereits 1896 ging das erste Elektrizitätswerk in der Klostermühle in Betrieb. Die Errichtung der See- und Kuranlagen 1909 war vor allem nötig um dem wachsenden Fremdenverkehr Rechnung zu tragen, ebenso das 1931 errichtete Strandbad, sowie die Seebadeanstalt mit ihren Kneippanlagen 1962.
Gegen Ende des 19. Jahrhunderts wurde Dießen Anziehungspunkt von Künstlern und ein Zentrum der Kunstgewerbe-Bewegung. 1934 erfolgte die Gründung der Arbeitsgemeinschaft Diessener Kunst (ADK).
Ab den 1920er und 1930er Jahren kam es zu zahlreichen Neusiedlungen in sämtliche Richtungen um den alten Ortskern. Ebenfalls wurde 1964 das erste SOS-Kinderdorf Deutschlands im Südwesten des Marktes errichtet.
Während des Dritten Reiches gab es eine Bauern- und Siedlungsschule in Dießen, der 1936 hauptsächlich von Kärntnern besucht wurde. Zweck war die Ausbildung von Bauernführern, die in Österreich zur Verbreitung der NS-Ideologie im Bauernstand eingesetzt werden konnten.

### Eingemeindungen
Am 1. April 1939 wurde die Gemeinde Sankt Georgen eingegliedert. Im Zuge der Gebietsreform in Bayern kamen am 1. Januar 1972 Dettenhofen, Dettenschwang und Obermühlhausen hinzu. Rieden am Ammersee folgte am 1. Mai 1978.

### Einwohnerentwicklung
Die Einwohnerzahl von Dießen am Ammersee erhöhte sich von 1987 bis 2017 um 2158 Personen bzw. um 26 Prozent.
| Jahr      | 1840 | 1871 | 1900 | 1925 | 1939 | 1950 | 1961 | 1970 | 1987 | 2011   | 2017   | 2019   |
| --------- | ---- | ---- | ---- | ---- | ---- | ---- | ---- | ---- | ---- | ------ | ------ | ------ |
| Einwohner | 2788 | 3042 | 3461 | 4623 | 4687 | 7894 | 6848 | 7211 | 8318 | 10.133 | 10.476 | 10.526 |

## Politik

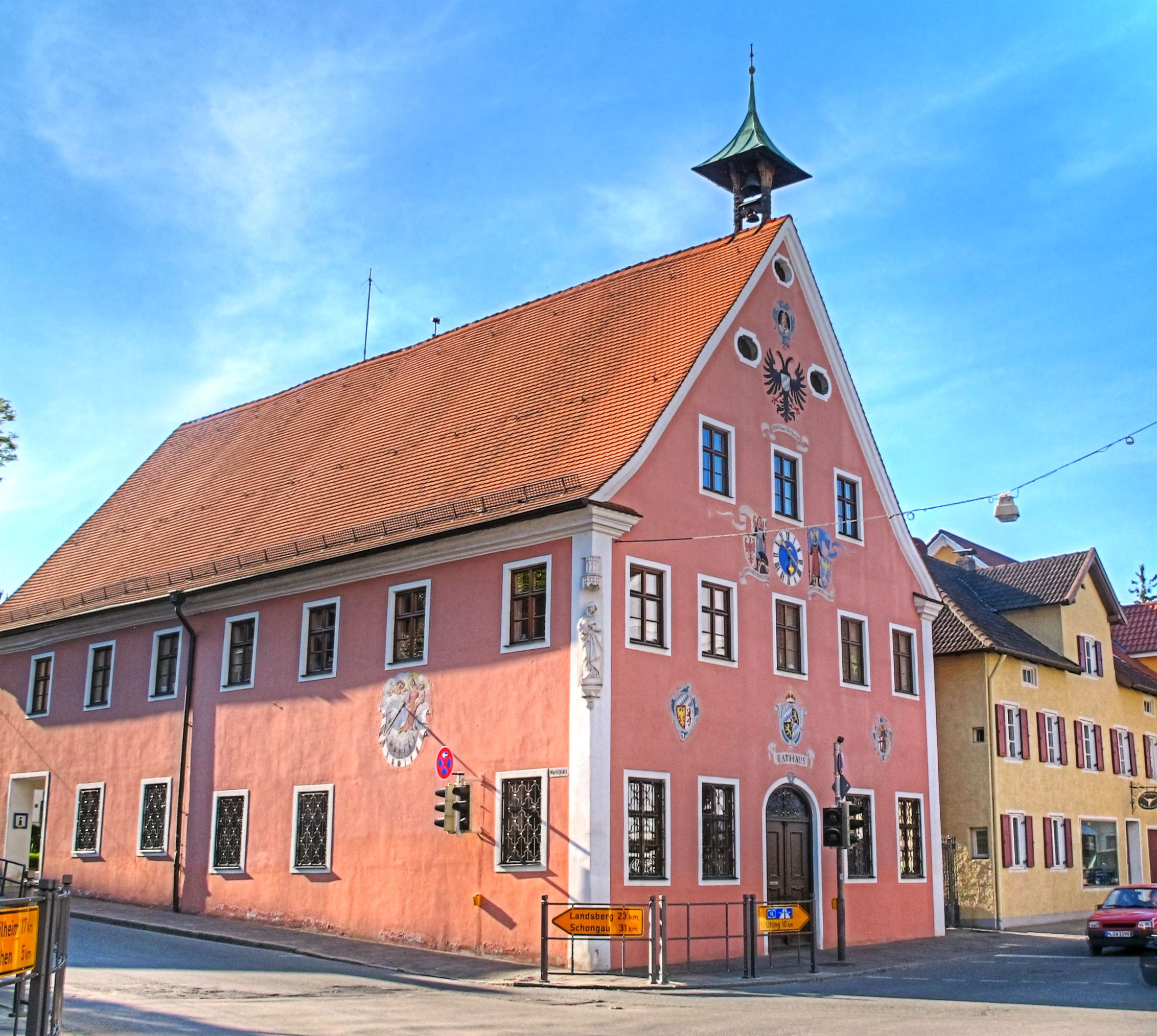
Rathaus in Dießen am Ammersee
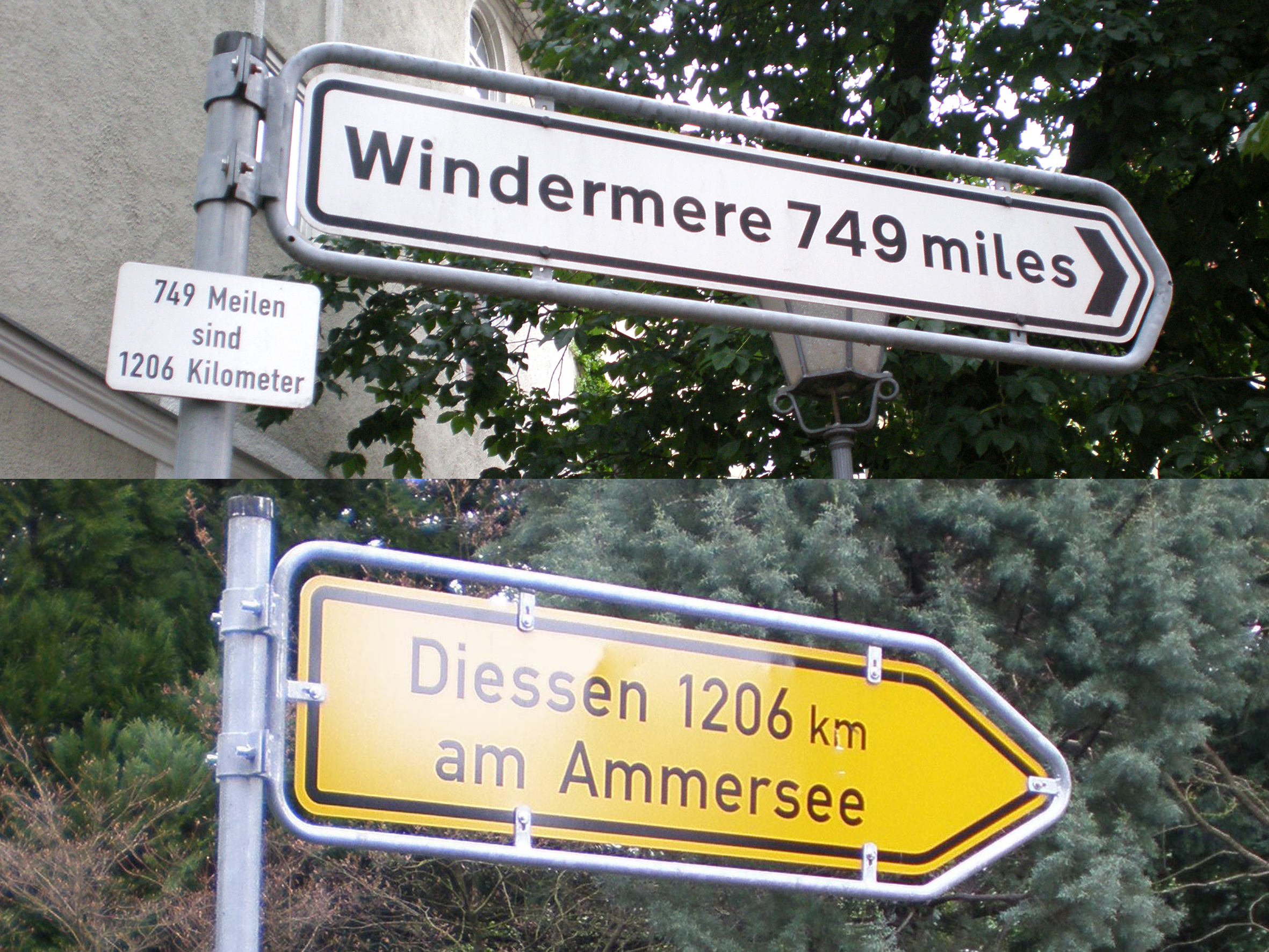
Hinweisschilder auf die jeweiligen Partnerstädte Dießen am Ammersee und Windermere (Cumbria)

### Marktgemeinderat
| Jahr | CSU | SPD | Grüne | FW | DB | UBV | BP | oKD | ZfD | Die PARTEI | Gesamt | Wahlbeteiligung |
| ---- | --- | --- | ----- | -- | -- | --- | -- | --- | --- | ---------- | ------ | --------------- |
| 2020 | 4   | 2   | 5     | 6  | 4  | 1   | 1  | –   | 0   | 1          | 24     | 67,9 %          |
| 2014 | 5   | 3   | 3     | 5  | 4  | 2   | 1  | 0   | 1   | –          | 24     | 58,1 %          |
| 2008 | 6   | 2   | 3     | 4  | 4  | 2   | 1  | 2   | –   | –          | 24     | 62,4 %          |
| 2002 | 7   | 2   | 2     | 4  | 2  | 2   | 1  | 0   | –   | –          | 20     | 63,5 %          |

FW = Freie Wähler Dießen

DB = Dießener Bürger

UBV = Unabhängige Bürgervereinigung

BP = Bayernpartei

oKD = offener Kreis Dießen

ZfD = Zukunft für Dießen

### Bürgermeisterin
Sandra Perzul (Dießener Bürger e. V.) ist seit 1. Mai 2020 Erste Bürgermeisterin. Unter sieben Bewerbern erreichte sie am 15. März 2020 mit 21,36 % die Stichwahl und erhielt hier am 29. März 2020 mit 55,84 % die Mehrheit. Ihr Vorgänger war von 1. Mai 1996 bis 30. April 2020 Herbert Kirsch (Dießener Bürger e. V.).

### Wappen
| | Blasonierung: „In Gold der stehende heilige Georg in silberner Rüstung mit rotem Kreuz und rotem Waffenrock, die Rechte gestützt auf einen silbernen Schild mit rotem Kreuz, in der Linken das Kreuzbanner; links daneben ein senkrecht gestellter blauer Fisch.“ |
| Wappenbegründung: Der heilige Georg ist der Patron des berühmten Augustinerchorherrenstifts Dießen, das im 9. Jahrhundert im Gemeindeteil St. Georgen erbaut worden sein soll und von den Grafen von Andechs im 12. Jahrhundert neu gegründet wurde. 1140 überließen sie dem Stift den Ort Dießen. Der heilige Georg mit Schild und Fahne, begleitet von zwei Fischen, findet sich schon im ältesten Marktsiegel aus der Mitte des 14. Jahrhunderts, das in Abdrucken seit 1403 erhalten ist. Dießen wird 1231 civitas (Stadt) genannt, gilt aber später als Markt. Die späteren Siegel zeigen nur einen Fisch. Der Fisch verweist auf die Lage am fischreichen Ammersee. In den farbigen Abbildungen aus dem 16. Jahrhundert fehlt die Fahne, dafür wurde teilweise ein Lindwurm eingefügt. Im 16. Jahrhundert und später wurde das Wappen auch wieder mit zwei Fischen dargestellt. St. Georg und der Fisch ergeben auch eine für die zwei ursprünglichen Siedlungskerne Dießens redende Bildkombination: St. Georgen, die ursprüngliche Klosteransiedlung auf der hohen Uferterrasse, und die Fischerei, ein sehr altes Haufendorf der Fischer am Seeufer. Dazwischen liegt die jüngere Marktsiedlung Dießen. | |

### Gemeindepartnerschaften
- Windermere, Vereinigtes Königreich
- Lomnice nad Lužnicí, Tschechien

## Verkehr und Infrastruktur

### Schienenverkehr
Durch Dießen verläuft die eingleisige Ammerseebahn von Mering über Geltendorf nach Weilheim. Sie wird von der Deutschen Bahn als Kursbuchstrecke 985 geführt und ist in den Münchner Verkehrs- und Tarifverbund (MVV) integriert. An der Ammerseebahn befinden sich auf dem Gemeindegebiet die Bahnstationen Riederau, St. Alban und Dießen. Während es sich bei Riederau und St. Alban um Haltepunkte mit nur einem Gleis handelt, ist der Bahnhof Dießen ein Zugkreuzungsbahnhof mit drei Bahnsteiggleisen, von denen noch zwei in Betrieb sind. Die Landeshauptstadt München ist mit dem Zug in knapp einer Stunde zu erreichen.

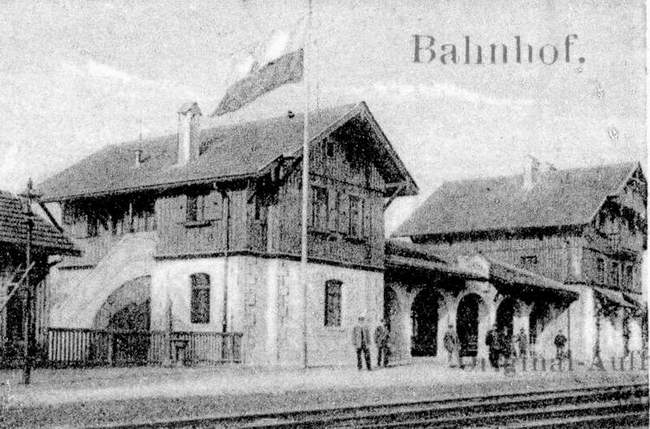
Bahnhof Dießen im Jahr 1906

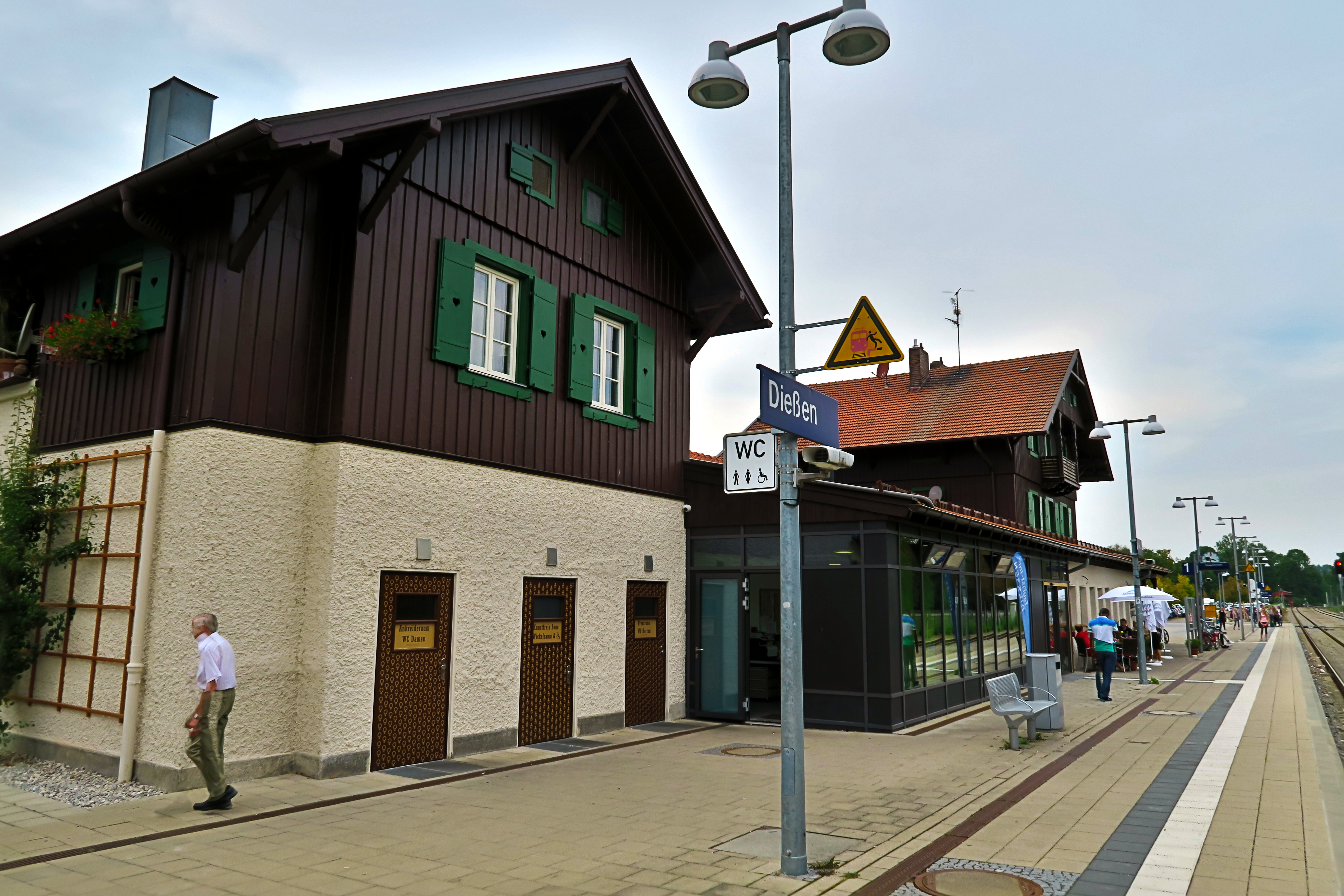
Bahnhof Dießen im Jahr 2016

Der Bahnhof Dießen befindet sich im Nordwesten der Ortsmitte von Dießen und liegt direkt am Ammerseeufer. Er wurde am 30. Juni 1898 als nördlicher Endpunkt des Ammerseebahn-Abschnittes Weilheim–Dießen eröffnet. Gleichzeitig nahmen die Königlich Bayerischen Staatseisenbahnen auch den Ammerseebahn-Abschnitt von Mering nach Schondorf in Betrieb. Zwischen Schondorf und Dießen verkehrten ersatzweise Schiffe über den Ammersee. Mit dem Lückenschluss zwischen Schondorf und Dießen am 23. Dezember 1898 wurde der Bahnhof Dießen zum Durchgangsbahnhof. Anfangs besaß der Bahnhof eine provisorische hölzerne Bahnhofsbaracke. Aufgrund der großen Bedeutung des Bahnhofs wurde 1901 ein neues gemauertes Gebäude errichtet. Es besteht aus einem zwei- und einem dreigeschossigen Gebäude mit Satteldach, die durch eine halboffene Wartehalle verbunden sind. Der Bahnhof besaß ursprünglich drei Bahnsteiggleise. Außerdem existierten weitere Lade- und Abstellgleise, die inzwischen abgebaut wurden. Auch das dritte Bahnsteiggleis wurde Ende der 1990er Jahre stillgelegt. Das Empfangsgebäude steht heute unter Denkmalschutz.
Der Haltepunkt St. Alban wurde am 29. September 2006 neu eröffnet, Baubeginn war am 24. April 2006. Er befindet sich im Norden des Gemeindeteils St. Alban und dient der Anbindung des 2005 eröffneten Ammersee-Gymnasiums. Der Haltepunkt besteht aus einem 120 Meter langen Seitenbahnsteig am durchgehenden Hauptgleis. Anfangs wurde der Haltepunkt nur von einzelnen Zügen bedient, seit dem Fahrplanwechsel im Dezember 2006 halten alle Züge in St. Alban. Von Mai bis September 2009 wurde am Haltepunkt außerdem eine Unterführung unter dem Bahngleis errichtet, die am 18. September 2009 eröffnet wurde.

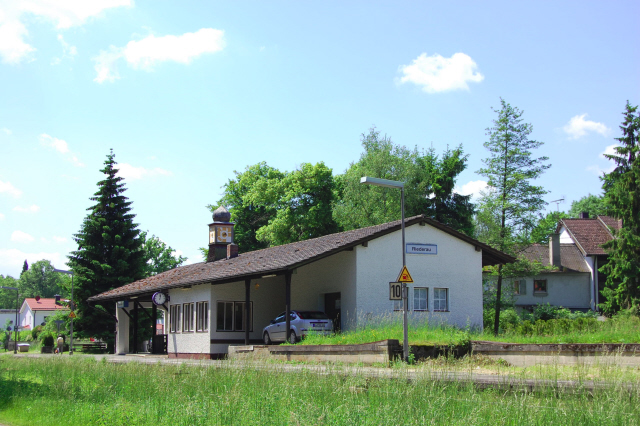
Bahnhof Riederau

Der Bahnhof Riederau, der sich im Dießener Gemeindeteil Riederau befindet, ist heute nur noch ein besetzter Haltepunkt. Die Haltestelle war in der Vorplanung nicht vorgesehen. Da er für die Holzverladung benötigt wurde, richteten die Königlich Bayerischen Staatseisenbahnen jedoch schließlich einen Bahnhof in Riederau ein. Anfangs besaß die Station nur eine Wellblechhütte als Empfangsgebäude. 1901 wurde diese durch eine hölzerne Baracke ersetzt, die bisher am Bahnhof Dießen als Empfangsgebäude gedient hatte. Nördlich des Gebäudes befand sich ein Güterschuppen mit Laderampe. 1938 wurde ein gemauertes Empfangsgebäude mit Satteldach, offener Wartehalle und Warteraum errichtet, auf dessen Dach sich ein mit Holzschindeln gedecktes Uhrtürmchen befindet. Wie bei allen Bahnhofsgebäuden des südlichen Teils der Ammerseebahn, wurde auch hier ein Wandgemälde an der südlichen Hauswand angebracht. Im Lauf der Zeit wurde dieses Kunstwerk, während Sanierungsarbeiten, wie auch die Uhr auf dem Satteldach, überputzt. Auch der Güterschuppen wurde neu gebaut, die alte Laderampe blieb erhalten. Die Gleisanlagen des Bahnhofs bestanden aus dem durchgehenden Hauptgleis am Hausbahnsteig und einem aus Richtung Dießen befahrbaren Ladegleis. Das Gütergleis wurde um 1983 abgebaut, seit 1976 war die Station betrieblich gesehen nur noch ein Haltepunkt mit Blockstelle. Das Empfangsgebäude ist heute noch besetzt. Der Verkehrsdienst der Fahrkartenausgabe wurde Ende der 1990er Jahre aufgegeben und der Warteraum dauerhaft geschlossen. Der nicht mehr genutzte Güterschuppenanbau ist noch erhalten, die Bahnsteiglänge wurde vor wenigen Jahren den heutigen Verkehrsbedürfnissen angepasst und mittels Hinweistafeln um etwa ein Drittel verkürzt.
Die Stationen werden seit 2008 im Stundentakt durch die Züge der Bayerischen Regiobahn (BRB) von Augsburg-Oberhausen nach Schongau bedient. In der Hauptverkehrszeit stellen Verstärkerzüge zwischen Geltendorf und Peißenberg einen Halbstundentakt her. Alle Züge, die auf der Strecke fahren, bedienen die drei Bahnstationen. Seit 1991 fahren keine Fernverkehrszüge mehr auf der Ammerseebahn.

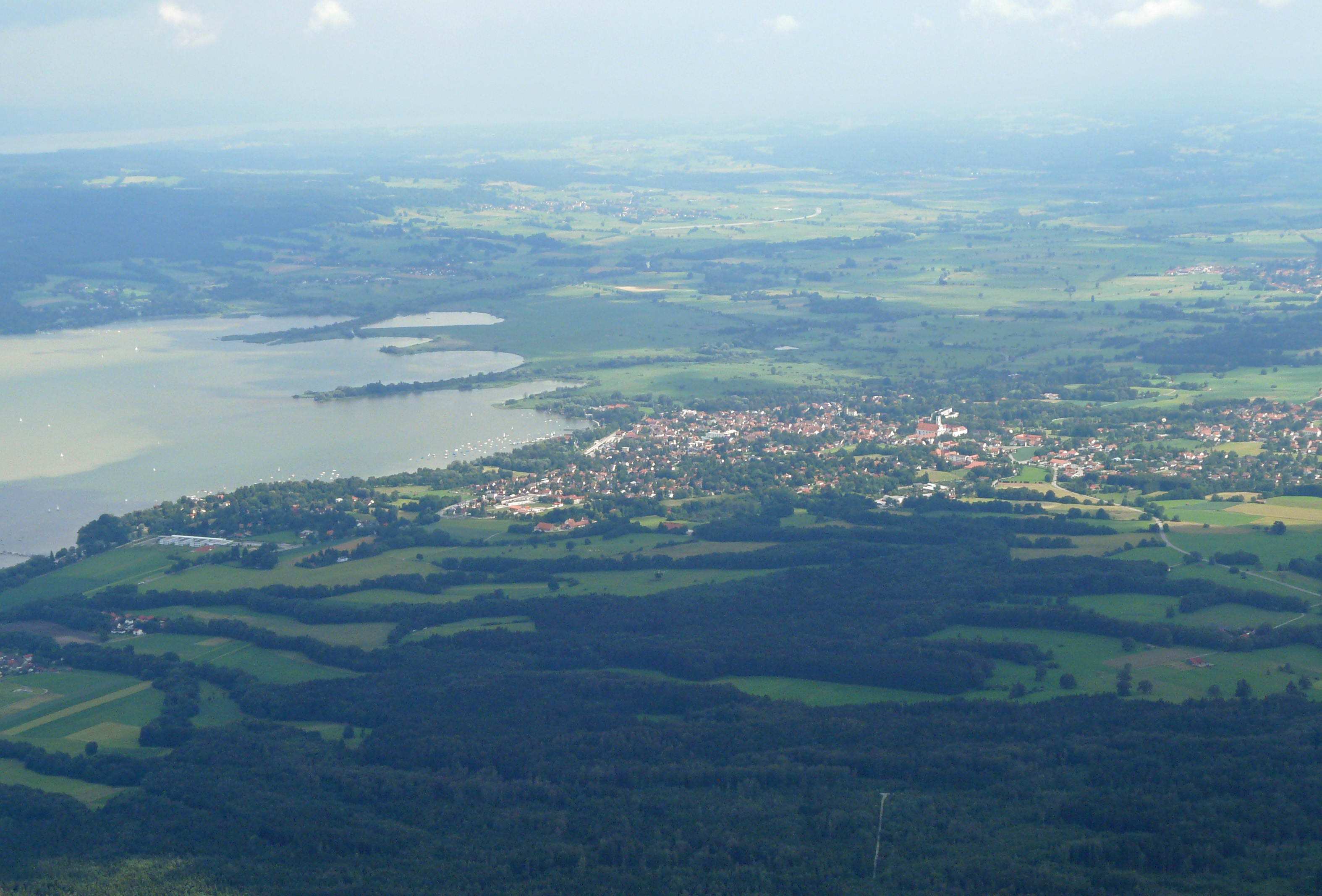
Dießen am Ammersee von Norden

### Busverkehr
Neben dem Bahnverkehr ist auch der Busverkehr in Dießen in den MVV integriert. Derzeit verkehren in Dießen sowie in den Gemeindeteilen St. Alban, Bierdorf, Riederau, Rieden, Dettenhofen, Dettenschwang und Obermühlhausen folgende Buslinien des MVV:
- 813: Dießen – Dettenhofen – Dettenschwang – Obermühlhausen – Hofstetten – Pürgen – Landsberg am Lech
- 891: Weilheim – Raisting – Dießen – Utting – Greifenberg – Eching
- 893: Ortsbus St. Alban – Dießen – Dettenhofen – Dettenschwang – Obermühlhausen
- 899: St. Alban – Dießen – Obermühlhausen – Reichling – Kinsau

### Ammerseeschifffahrt

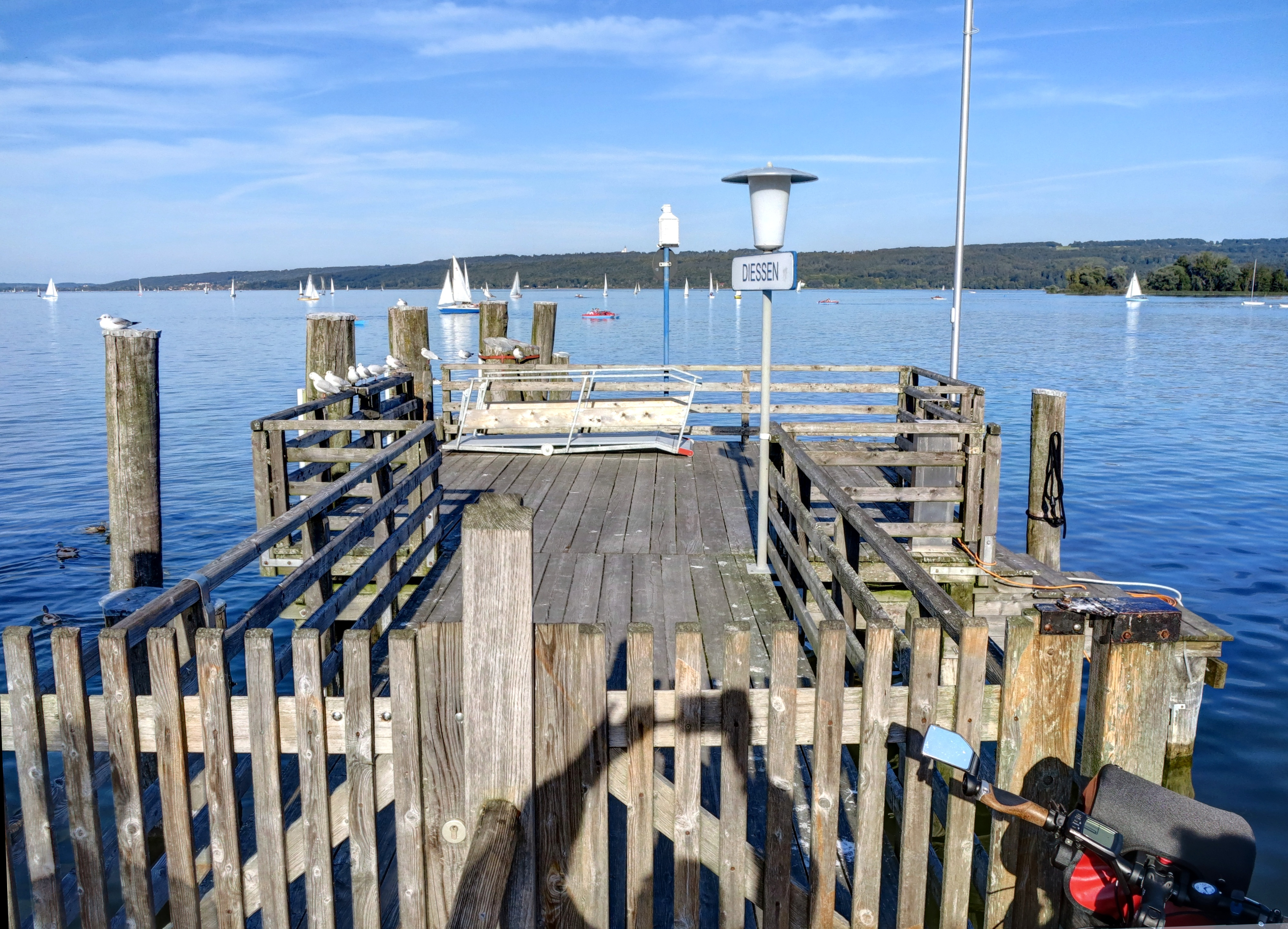
Anlegesteg

Bereits 1877 gründeten zwölf Dießener Bürger die Dampfschiffahrtsgesellschaft Ammersee AG. Nachdem sich das erste Schiff, die Omnibus, als unzulänglich erweisen hatte, schaffte man 1878 den Dampfer Marie an. Der 1893 in Stegen vom Stapel gelaufene Dampfer Gisela (ab 1919 Augsburg) prägte bis 1963 die Ammerseeschifffahrt.
Das älteste heute noch im Liniendienst befindliche Fahrgastschiff ist das 1908 vom Stapel gelaufenen, nach dem Markt benannte, Radmotorschiff Diessen.
Von Ostersonntag bis Kirchweih können die vier Fahrgastschiffe der Bayerischen Seenschifffahrt, darunter das im Jahr 2002 in Dienst gestellte Seitenradmotorschiff Herrsching genutzt werden, um andere Orte am Ammersee zu erreichen. Vom am östlichen Seeufer gelegenen Herrsching fährt die Linie S8 der S-Bahn München in etwa 50 Minuten über die Bahnstrecke München–Herrsching zum Hauptbahnhof in München.

## Sehenswürdigkeiten
- Weithin bekannt und auf einer Anhöhe auch vom See aus gut sichtbar ist das in den Jahren 1732 bis 1739 von Johann Michael Fischer errichtete Dießener Marienmünster, das bis 1803 Mittelpunkt des ehemaligen Augustiner-Chorherrenstifts war.
- Eine Museumsausstellung im Carl-Orff-Haus wird 2023 vorbereitet.[28]
- Nicht weit vom Marienmünster entfernt steht die, um 1900 am Platz vor der Bäckerei Helmer errichtete Mariensäule. Im Zweiten Weltkrieg zerstörten alliierte Soldaten das Denkmal beim Einmarsch in den Ort.[29] Nach einer vollständigen Renovierung wurde sie im Juni 1981 vor dem Wirtshaus am Kirchsteig wieder aufgestellt.[30]

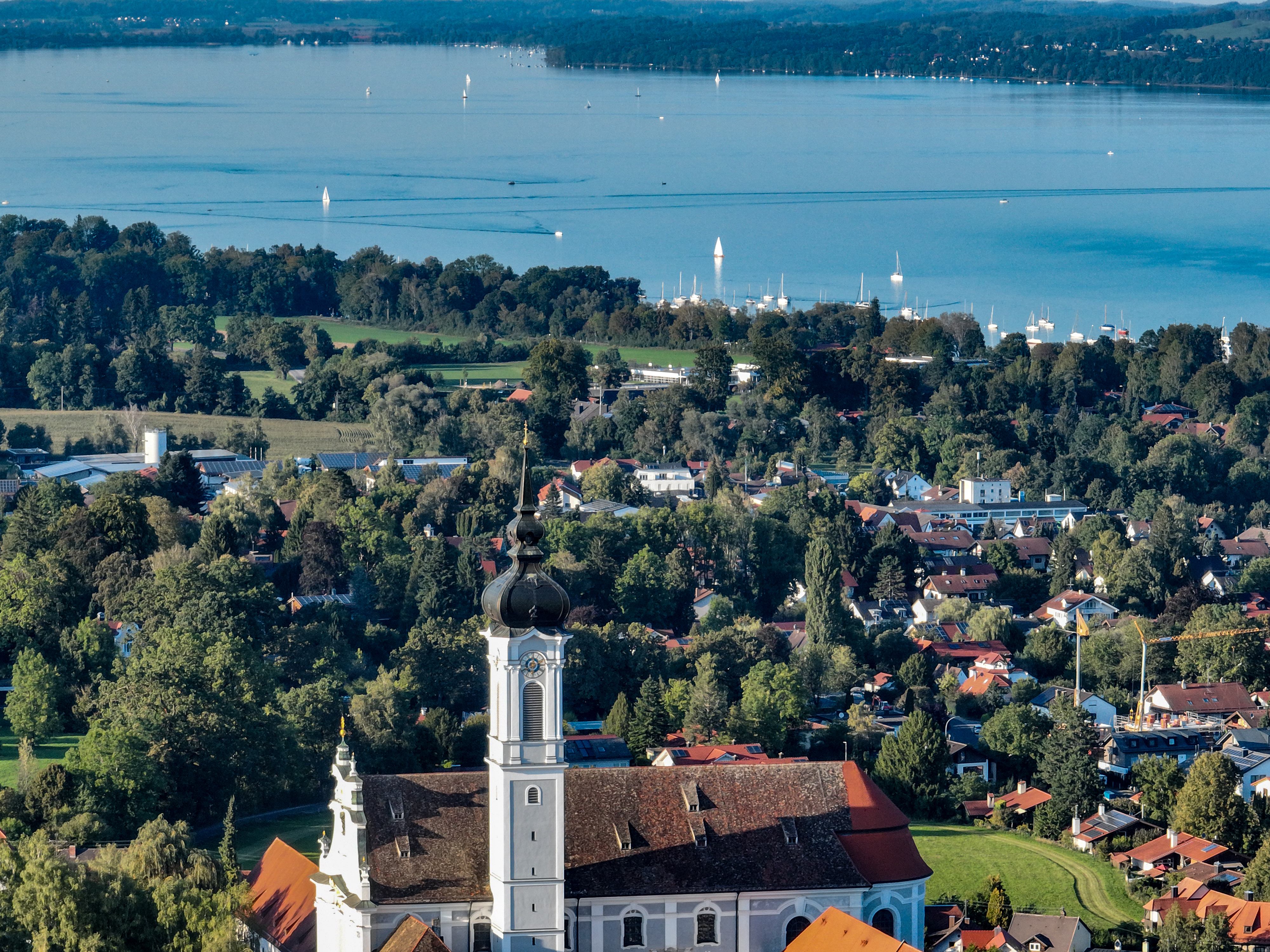
Südansicht des Münsters

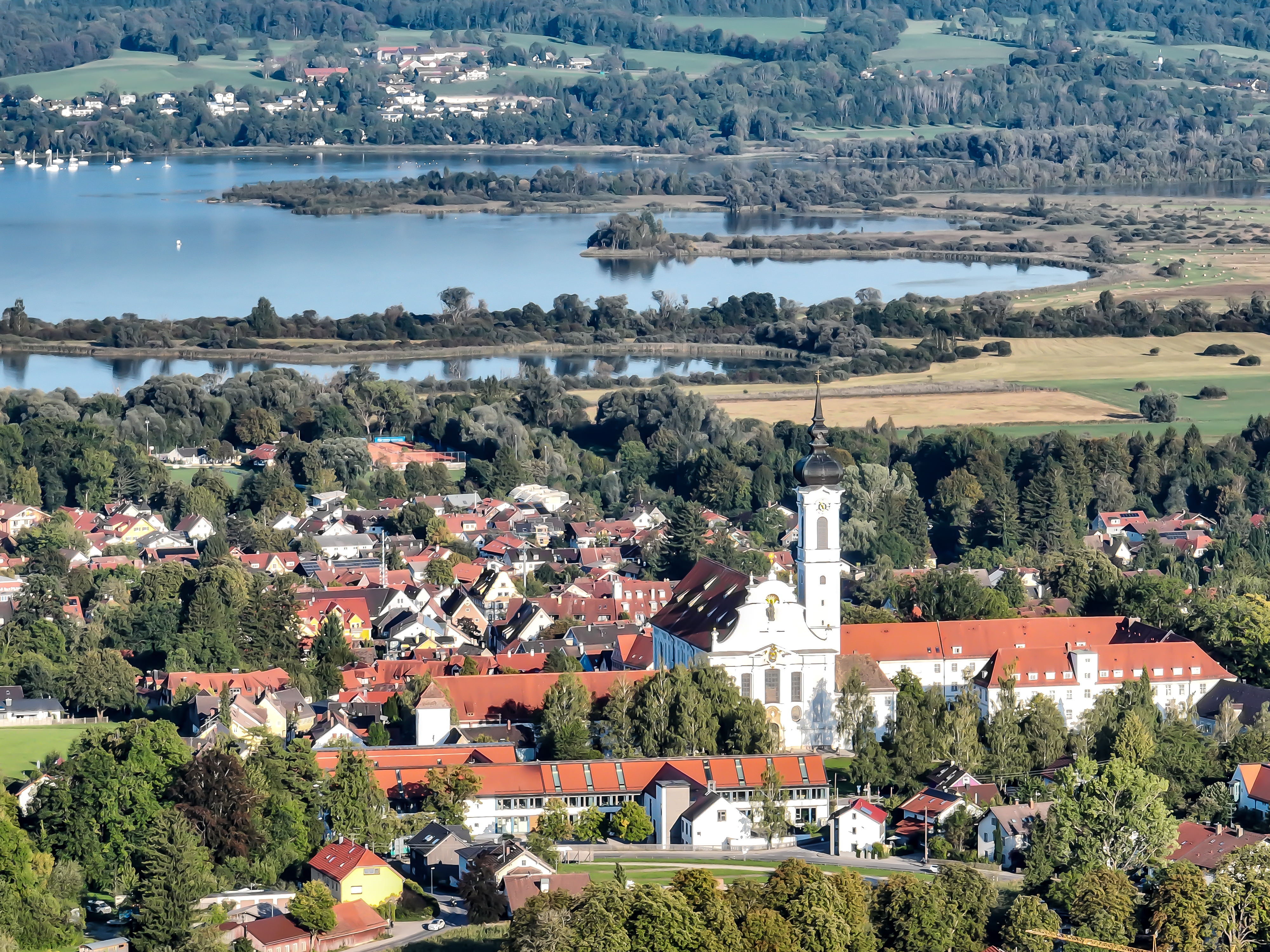
Westansicht von Dießen

- Auch die Kapelle Mariä Heimsuchung im Gemeindeteil Bierdorf, die mit 403 Jahren eine der einzigen Kapellen, die aus dieser Epoche in diesem Gebiet noch erhalten sind, darstellt, ist ein sehenswertes Gebäude.[31]
- Von Andechs kommend führt der König-Ludwig-Wanderweg am Marienmünster vorbei über die Schatzbergalm weiter nach Wessobrunn.
- Im Süden von Dießen grenzt der Schacky-Park an. Der Park wurde nach dem Freiherrn von Schacky benannt und befindet sich in Privatbesitz, kann aber im Sommer besichtigt werden.[32]
- Seit 1991 kann das regulär nur an Wochenenden und Feiertagen am Nachmittag geöffnete Carl-Orff-Museum auch nach telefonischer Vereinbarung besichtigt werden. Es befindet sich nach etwa 800 Metern auf halbem Weg vom Dampfersteg zum Marienmünster.[33]
- In St. Georgen, im Norden von Dießen, befindet sich das Puppenmuseum, geführt von Frau Ilse Schweizer. In jahrzehntelanger Arbeit wurden dort Puppenstuben gebaut und gesammelt. Besichtigung nach telefonischer Anmeldung.
- Seit 2010 steht unweit östlich des Ortes im Naturschutzgebiet „Vogelfreistätte Ammersee-Südufer“ ein hölzerner Aussichtsturm,(⊙) der zur Vogel- und Naturbeobachtung genutzt wird.[34][35]
- Seit April 2016 steht auf dem Untermüllerplatz am Ende der Mühlstraße auf einem ca. 6 m hohen Eichenstamm die 2,30 große Skulptur Der Diez des Künstlers Matthias Rodach. Aus 179 Einsendungen, die Rodach aus der Bevölkerung auf seinen Aufruf für eine Namensfindung für sein Werk erhalten hatte, haben sich die sechs Juroren einvernehmlich auf den Namen Der Diez geeinigt. Diez ist die Abkürzung für „Diezen“, den Namen von Dießen im Mittelalter.[36]

## Bodendenkmäler

Sehenswürdigkeiten in Dießen
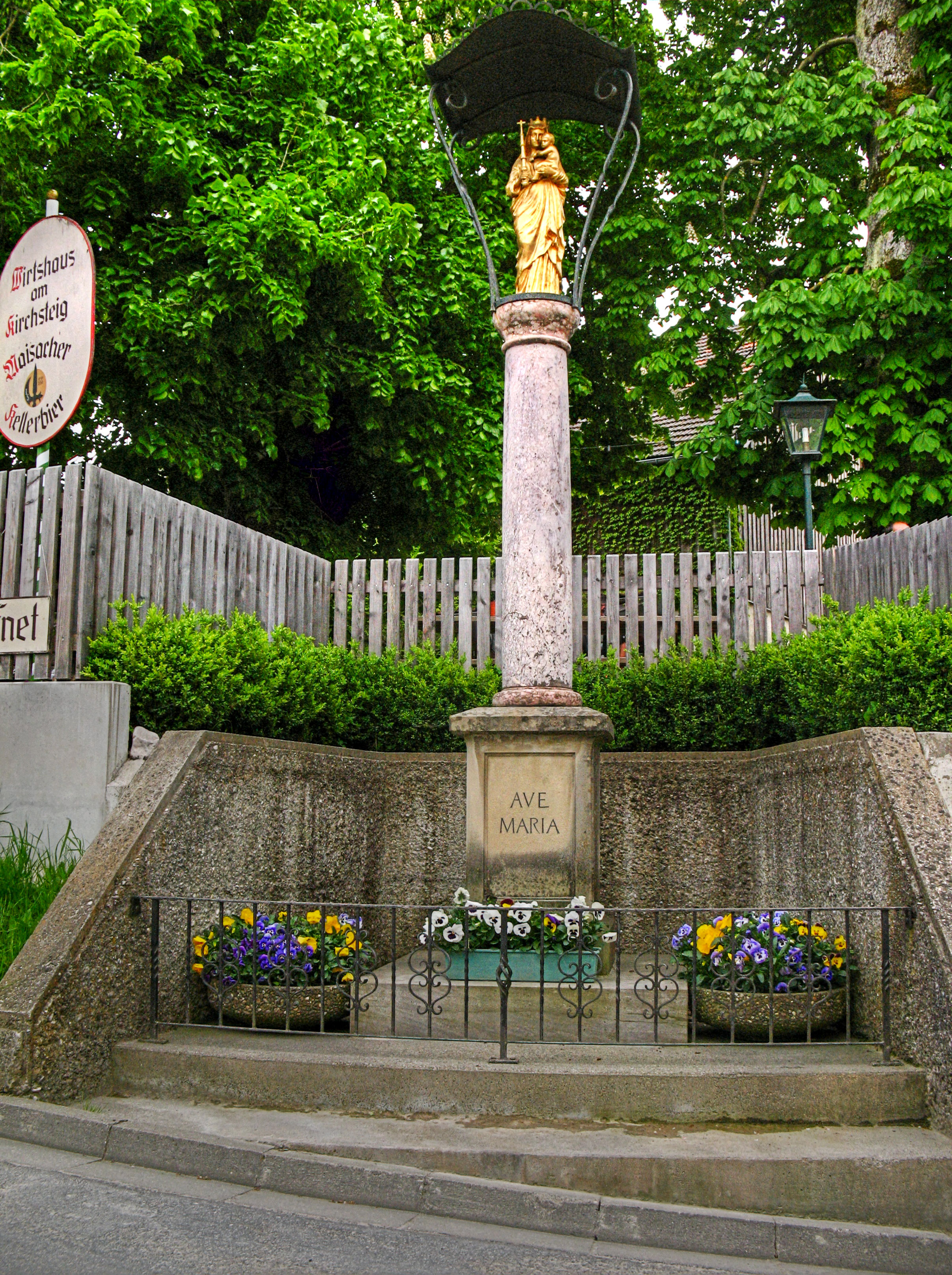
Mariensäule, Am Kirchsteig ⊙
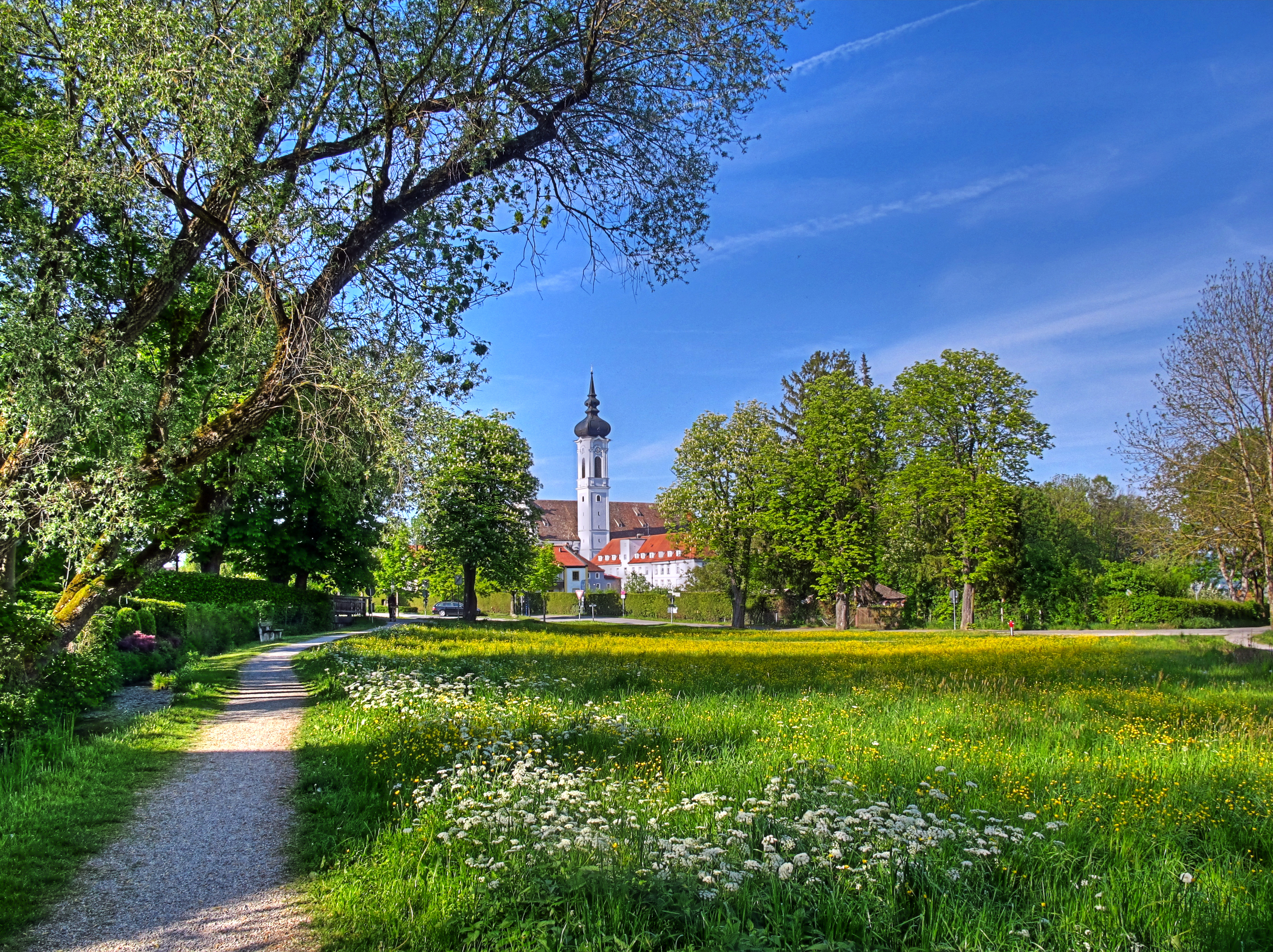
König-Ludwig-Wanderweg
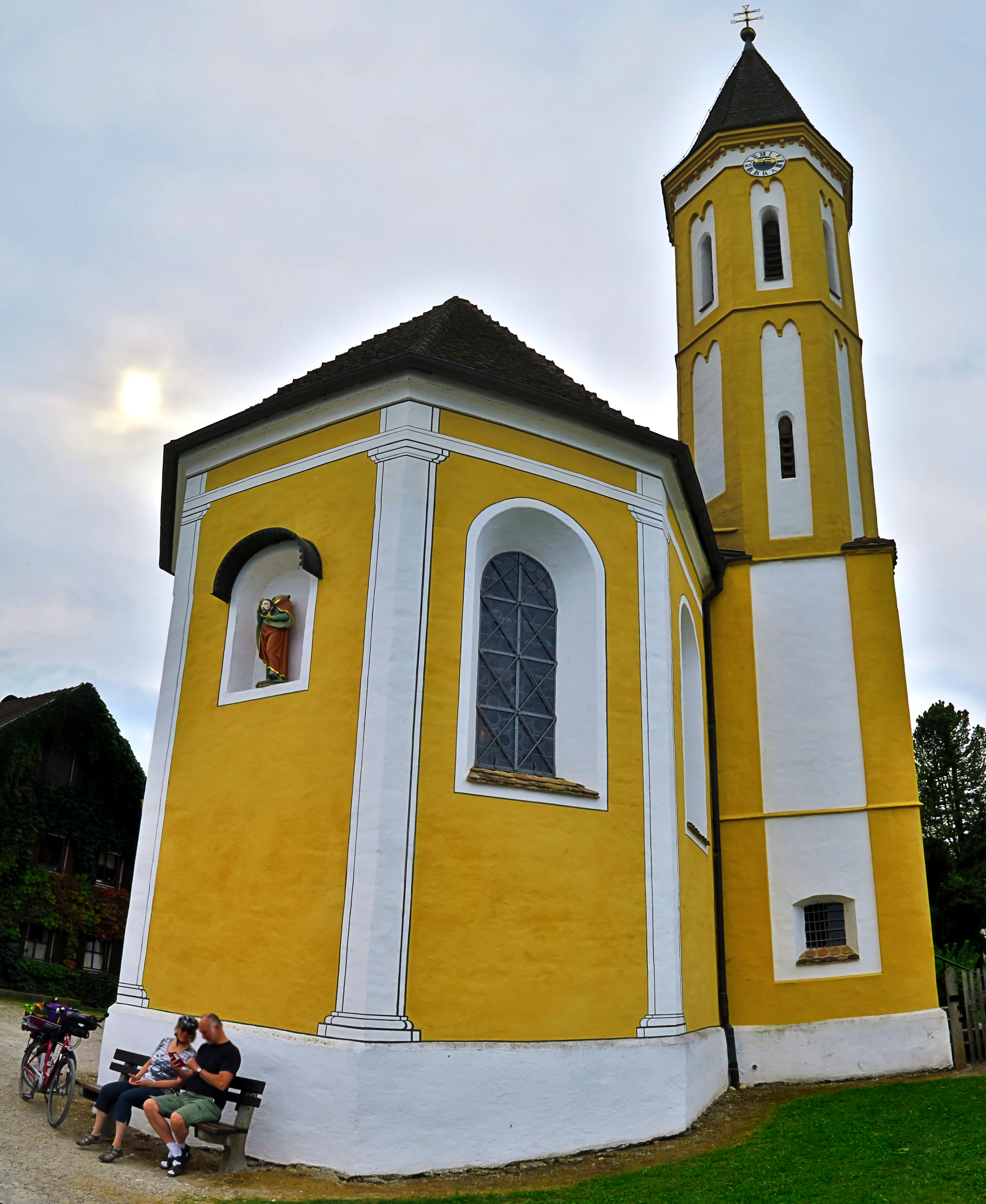
Filialkirche St. Alban am Ammerseeufer ⊙
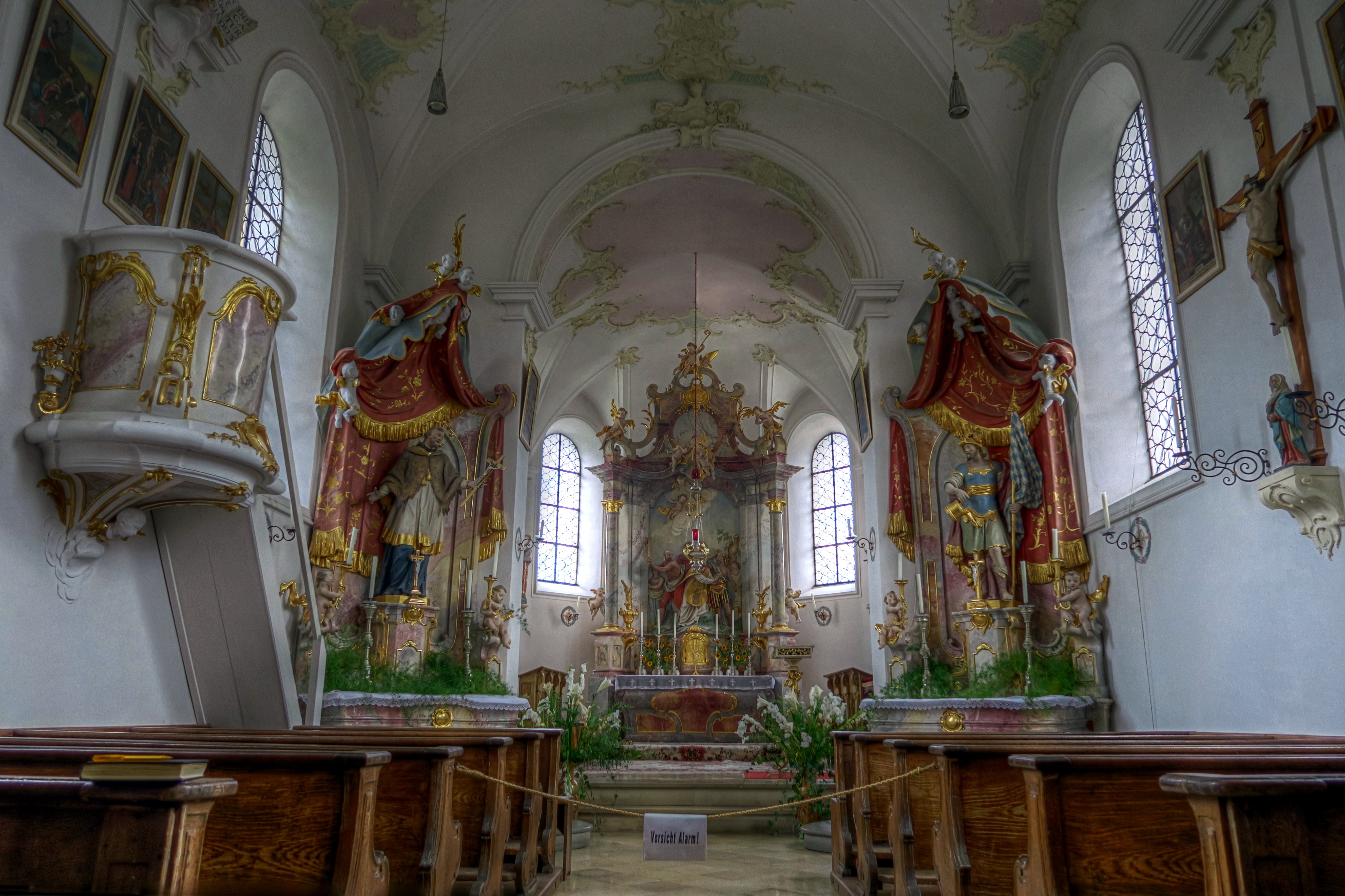
St. Alban, Altarraum
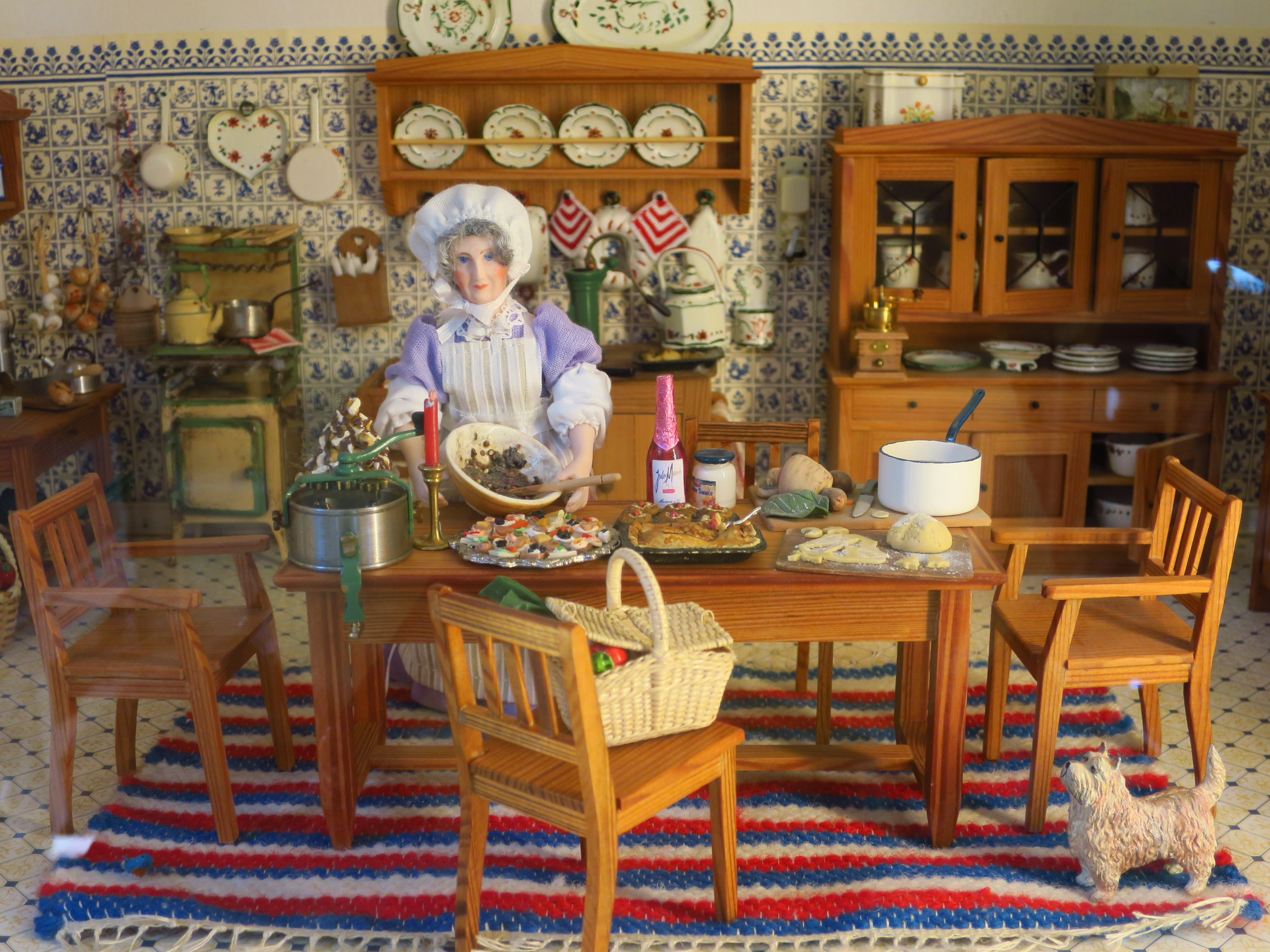
Puppenmuseum Dießen
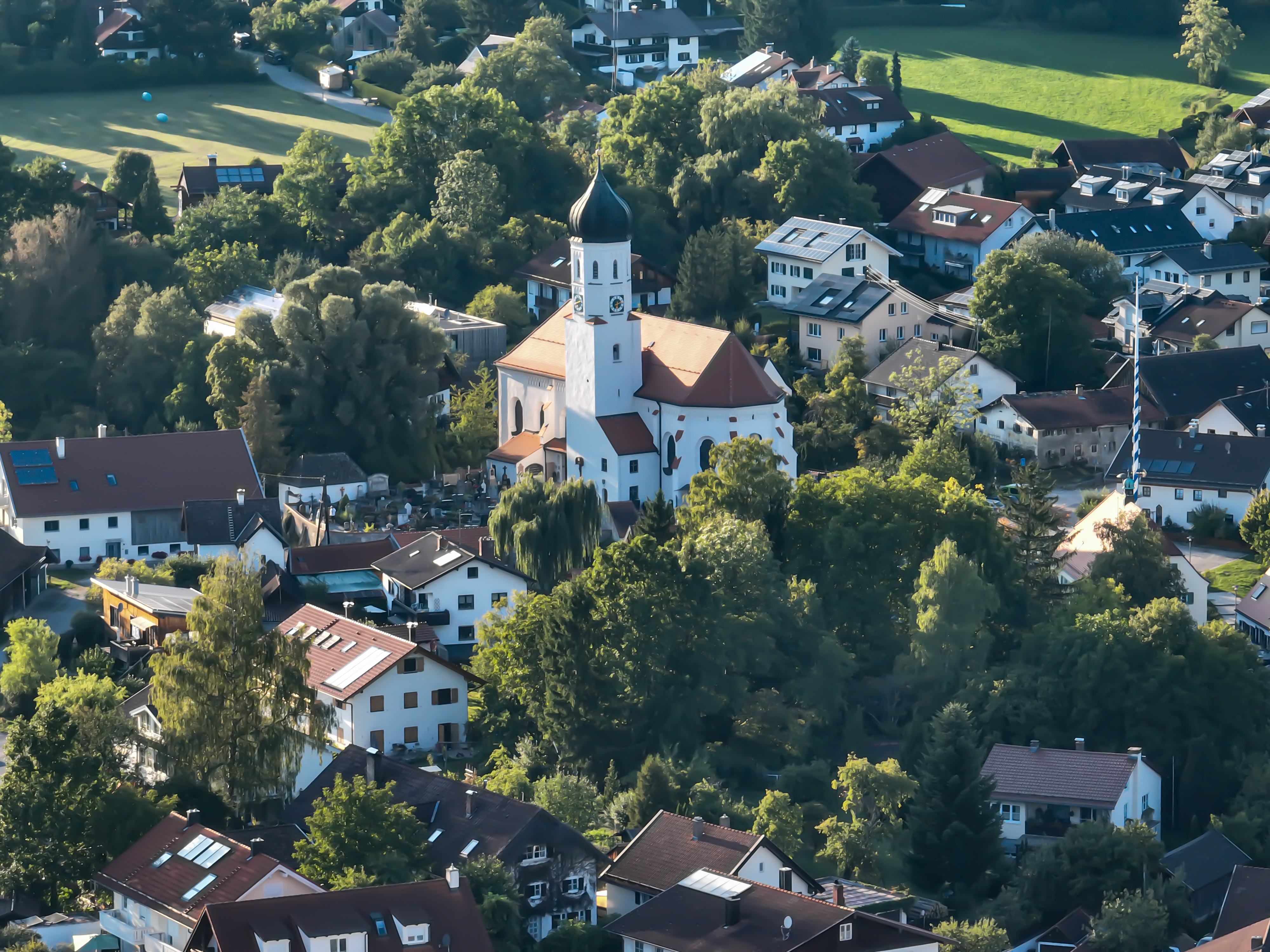
Kirche St. Georg in St. Georgen

## Bildungsinstitutionen
- Ammersee-Gymnasium (ASG)
- Carl-Orff Volksschule (COV)
- Mädchenrealschule des Schulwerks der Diözese Augsburg

## Sport
Der Markt bietet neben drei Strandbädern auch eine der ältesten und größten Binnen-Segelschulen Deutschlands mit Segelbootverleih unter anderem Traditionsschiffe.
Am See finden sich große Fußballplätze und eine Minigolfanlage. Auch der Tretbootverleih ist in den Seeanlagen möglich.
Weite Fahrrad- und Wanderwege ermöglichen eine schöne Tour um den ganzen See (etwa 45 km lang).
Der MTV Dießen/Eishockey nahm von 1963 bis 2003 am Spielbetrieb des BEV teil und gewann dabei 1987 die Bayerische Natureis-Meisterschaft und wurde 1996 Meister der Bayerischen-Landesliga Süd. In der Saison 1963/64 spielte der MTV in der damals viertklassigen BLL. Quelle: rodi-db.de

## Regelmäßige Veranstaltungen
Dießen ist bekannt für seinen alljährlich von Christi Himmelfahrt bis zum folgenden Sonntag an der Uferpromenade stattfindenden Töpfermarkt. Ende Mai findet meist das so genannte „Brunnenfest“ statt. Jährlich findet an Maria Himmelfahrt der Dießener Kunsthandwerkermarkt statt.
Am zweiten Sonntag im August findet „Der große Flohmarkt zum Seefest“ in den Seeanlagen statt, einer der beliebtesten und größten Flohmärkte Bayerns. Der „Marktsonntag“ ist ein alljährliches Ereignis, das am dritten Sonntag im September in der malerischen Mühlstraße, die zum See führt, abgehalten wird.
Weitere Attraktionen sind der Weihnachtsmarkt, der meistens am ersten Adventswochenende direkt vor dem berühmten Marienmünster stattfindet, und die „Britische Woche“. Alle zwei Jahre veranstaltet der Freundeskreis Ammersee-Windermere e. V. im Rahmen der Städtepartnerschaft mit Windermere (Lake District, UK) Mitte September diese Woche der Begegnung, bei der kulturell und kulinarisch auf die seit 1998 bestehende Beziehung hingewiesen wird.

## Persönlichkeiten

### In Dießen am Ammersee geboren
- Pater Maurus Friesenegger OSB (* 1595 in Dießen; † 1655 in Andechs), Abt im bayerischen Kloster Andechs von 1640 bis 1655, Verfasser eines Tagebuchs aus dem Dreißigjährigen Krieg
- Joseph Anton Seethaler (1740–1811), deutscher Goldschmied und Silberhändler.
- August Ganghofer (* 23. April 1827; † 29. März 1900 in München), Forstbeamter und von 1879 bis 1897 Leiter der bayerischen Staatsforstverwaltung
- Bruno Schweizer (* 3. Mai 1897; † 11. November 1958), Sprachforscher
- Veronika Fitz (* 28. März 1936; † 2. Januar 2020), Schauspielerin

### Mit Dießen am Ammersee verbunden
- Adelheid von Riedenburg, Königin von Ungarn von 1121 bis 1131, lebte nach dem Tod ihres Mannes in Dießen
- Mechtild von Dießen († 1160), Augustiner-Chorfrau und Äbtissin des Klosters Edelstetten
- Johann Michael Feuchtmayer der Jüngere (1709–1772), Bildhauer und Stuckateur, fertigte 1739 den Stuck im Marienmünster Dießen
- Franz Xaver von Haeberl (1759–1846), deutscher Mediziner, verbrachte in Dießen seinen Ruhestand und starb dort
- Georg Karl Reindl (1803–1882), Domdekan in München, hatte ein Landhaus im Ort
- Sir Roger Casement (1864–1916), irischer Freiheitskämpfer; lebte 1915 im Gemeindeteil Riederau.
- Georg Schuster-Woldan (1864–1933), deutscher Maler und Grafiker, lebte im Gemeindeteil St. Georgen
- Thomas Theodor Heine (1867–1948), Zeichner des Simplicissimus zog 1917 in sein bis dahin für die Sommerfrische genutztes Haus, das sich in dem Park oberhalb des Augustinum-Wohnstifts befand. Später hatte er hier auch ein eigenes Ateliergebäude. Seine Frau und seine Tochter mussten es in der NS-Zeit aufgeben
- Herman George Scheffauer (1878–1927), deutschamerikanischer Schriftsteller und Übersetzer, lebte und arbeitete hier
- Karl Lösche (1878–1964), Bildhauer, gründete 1947 mit seinem Sohn Ernst Lösche eine Keramikwerkstatt in Dießen und starb in Dießen
- Richard Trunk (1879–1968), Komponist, lebte nach 1945 bis zu seinem Tod 1968 im Gemeindeteil Riederau
- Margarete Knüppelholz-Roeser (1886–1949, ab 1931 Margarete Repsold), Architektin, lebte hier mit ihrem Mann Wilhelm Repsold (1885–1969), Künstler
- Alwin Seifert (1890–1972), Gartenarchitekt, Hochschullehrer, Landschaftsgestalter, Naturschützer und Pionier der biologisch-dynamischen Landwirtschaft und der frühen Ökologiebewegung
- Walter Becker (1893–1984), Künstler; ab 1974 verbrachte er seine letzten Lebensjahre in Dießen; dort schuf er ein abstrahierendes Alterswerk
- Carl Orff (1895–1982), Komponist und Musikpädagoge; lebte ab 1955 im Gemeindeteil Sankt Georgen
- Fritz Winter (1905–1976), Maler; lebte seit 1933 in Dießen, wo, trotz Malverbot, 1944 die Serie "Triebkräfte der Erde" entstand.
- Helmuth Brinkmann (1895–1983), der deutsche Marineoffizier, Schiffskommandant und Vizeadmiral im Zweiten Weltkrieg verstarb in Dießen
- Manfred Curry (1899–1953), Wissenschaftler, Arzt, Erfinder, Segler und Buchautor; wohnte lange Zeit seines Lebens im Gemeindeteil Riederau.
- Heinrich Hauser (1901–1955), Schriftsteller, lebte einige Jahre hier und wurde (ebenso wie seine letzte Ehefrau) in Dießen begraben
- Hermann Stahl (1908–1998), Schriftsteller und Maler, wohnte von 1937 bis zu seinem Lebensende hier
- Johanna Sibelius (1913–1970), Drehbuchautorin und Schriftstellerin, lebte hier
- Walter Popp (1913–1977), unterhielt eine Keramikwerkstatt in Dießen
- Peter Pasetti (1916–1996), Schauspieler und Sprecher, verstarb hier
- Adele Hoffmann (1920–2013), bayerische Schauspielerin und Kinderhörspielautorin, lebte hier
- Ernst Lösche (1923–2010), Keramiker, führte eine bekannte Keramikwerkstätte in Dießen und forschte zur Dießener Keramiktradition
- Barbara König (1925–2011), Schriftstellerin und Hörspielautorin; lebte hier
- Hans Joachim Swieca (1926–2013), Journalist und Schriftsteller; lebte hier seit 1960
- Jörg Hube (1943–2009), Schauspieler, Regisseur und Kabarettist; verbrachte einen Teil seiner Kindheit hier
- Dagmar Heller (1947–2015), Schauspielerin und Synchronsprecherin, lebte im Gemeindeteil Bierdorf
- Hajo Düchting (1949–2017), Kunsthistoriker; lebte und starb hier
- Thomas Raff (1947–2022), Kunsthistoriker; lebte und arbeitete in München und in Dießen Riederau
- Ulrike Umlauf-Orrom (* 1953), Glaskünstlerin und Designerin, lebt und arbeitet seit 1990 hier
- James Orrom (* 1958), Designer und Professor für Produktdesign, lebt und arbeitet seit 1990 hier
- Martin Gensbaur (* 1958), Maler und Kunstpädagoge; lebt und arbeitet hier
- Inga Persson (* 1964), Schriftstellerin, betreibt mit ihrem Mann die Schatzbergalm
- Juliane Banse (* 1969), Opernsängerin; lebt hier mit Mann Christoph Poppen und ihren Kindern
- Stephan Fürstner (* 1987), Fußballspieler; wuchs hier auf und begann hier mit dem Fußballspielen
- Sandro Kaiser (* 1989), Fußballspieler; wuchs hier auf und begann hier mit dem Fußballspielen